# Fernando Navarro
Fernando Navarro i Gorbacho (Barcelona, 25 juni 1982) is een Spaans voormalig voetballer die als verdediger speelde. Hij speelde onder meer acht seizoenen als linkerverdediger voor Sevilla FC en werd met het Spaans voetbalelftal Europees kampioen in 2008.

## Clubvoetbal
Navarro is afkomstig is uit de cantera (jeugdopleiding) van FC Barcelona. In 2000 won hij met de Juvenil A, het hoogste jeugdelftal van de club, de Copa del Rey Juvenil ten koste van Real Mallorca (2-1). Navarro debuteerde op 6 oktober 2001 in de Primera División voor FC Barcelona, destijds getraind door Carles Rexach, tegen Deportivo de La Coruña. Een seizoen later werd Navarro onder coach Louis van Gaal de vaste linksback bij Barça, totdat hij een zware knieblessure opliep. Navarro was maandenlang uitgeschakeld en toen hij terugkeerde, was de verdediger zijn plaats verloren.
In januari 2004 werd Navarro verhuurd aan Albacete, om in juni terug te keren bij FC Barcelona. In het seizoen 2004/2005 speelde de Catalaan vijf competitieduels en twee Champions League-wedstrijden. Navarro besloot daarom in juni 2005 te vertrekken naar Real Mallorca. Voor deze club speelde hij drie jaar.
Navarro ging in 2008 naar Sevilla FC. De transfersom werd niet bekendgemaakt. Hij won in zowel 2014 als 2015 de UEFA Europa League met de club. Navarro tekende in juni vervolgens 2015 een contract tot medio 2017 bij Deportivo La Coruña, de nummer zestien van de Primera División in het voorgaande seizoen. In zijn verbintenis werd een optie voor een derde seizoen opgenomen. Medio 2018 liep zijn contract af en op 6 september 2018 maakte Navarro zijn pensioen als speler bekend.

## Nationaal elftal
Navarro debuteerde op 4 juni 2008 tegen de Verenigde Staten in het Spaans nationaal elftal als invaller voor Joan Capdevila in de tweede helft. Hij behoorde tot de Spaanse selectie voor het EK 2008. De verdediger speelde vanaf 2006 bovendien driemaal in het Catalaans elftal.

## Statistieken
| Seizoen | Club                | Land            | Competitie         | Wed. | Goals |
| ------- | ------------------- | --------------- | ------------------ | ---- | ----- |
| 2000/01 | Barcelona B         | Vlag van Spanje | Segunda División B | 25   | 0     |
| 2001/02 | Barcelona B         | Vlag van Spanje | Segunda División B | 32   | 0     |
| 2001/02 | FC Barcelona        | Vlag van Spanje | Primera División   | 3    | 0     |
| 2002/03 | FC Barcelona        | Vlag van Spanje | Primera División   | 14   | 1     |
| 2003/04 | FC Barcelona        | Vlag van Spanje | Primera División   | 0    | 0     |
| 2003/04 | → Albacete          | Vlag van Spanje | Primera División   | 7    | 0     |
| 2004/05 | FC Barcelona        | Vlag van Spanje | Primera División   | 5    | 0     |
| 2005/06 | → Real Mallorca     | Vlag van Spanje | Primera División   | 33   | 1     |
| 2006/07 | Real Mallorca       | Vlag van Spanje | Primera División   | 37   | 1     |
| 2007/08 | Real Mallorca       | Vlag van Spanje | Primera División   | 36   | 0     |
| 2008/09 | Sevilla FC          | Vlag van Spanje | Primera División   | 31   | 0     |
| 2009/10 | Sevilla FC          | Vlag van Spanje | Primera División   | 29   | 0     |
| 2010/11 | Sevilla FC          | Vlag van Spanje | Primera División   | 30   | 0     |
| 2011/12 | Sevilla FC          | Vlag van Spanje | Primera División   | 35   | 0     |
| 2012/13 | Sevilla FC          | Vlag van Spanje | Primera División   | 35   | 0     |
| 2013/14 | Sevilla FC          | Vlag van Spanje | Primera División   | 24   | 0     |
| 2014/15 | Sevilla FC          | Vlag van Spanje | Primera División   | 19   | 0     |
| 2015/16 | Deportivo La Coruña | Vlag van Spanje | Primera División   | 36   | 0     |
| 2016/17 | Deportivo La Coruña | Vlag van Spanje | Primera División   | 25   | 0     |
| 2017/18 | Deportivo La Coruña | Vlag van Spanje | Primera División   | 15   | 0     |
| Totaal  | Totaal              | Totaal          | Totaal             | 470  | 3     |

## Erelijst
| Competitie                |              |                  |              |              |
| Competitie                | Aantal       | Jaren            |              |              |
| FC Barcelona              | FC Barcelona | FC Barcelona     | FC Barcelona | FC Barcelona |
| ------------------------- | ------------ | ---------------- | ------------ | ------------ |
| Kampioen Primera División | 1x           | 2004/05          |              |              |
| Sevilla                   |              |                  |              |              |
| UEFA Europa League        | 2x           | 2013/14, 2014/15 |              |              |
| Copa del Rey              | 1x           | 2009/10          |              |              |
| Spanje                    |              |                  |              |              |
| Europees kampioen         | 1x           | 2008             |              |              |

1 Casillas  ·
2 Albiol ·
3 Navarro ·
4 Marchena ·
5 Puyol ·
6 Iniesta ·
7 Villa ·
8 Xavi ·
9 Torres ·
10 Fàbregas ·
11 Capdevila ·
12 Cazorla ·
13 Palop ·
14 Alonso ·
15 Ramos ·
16 García ·
17 Güiza ·
18 Arbeloa ·
19 Senna ·
20 Juanito ·
21 Silva ·
22 De la Red ·
23 Reina ·
Coach: Aragonés